# Enfield, Connecticut
Enfield är en kommun (town) i Hartford County i delstaten Connecticut, USA med cirka 45 212 invånare (2000). Den har enligt United States Census Bureau en area på totalt 88, km² varav 2,2 km² är vatten.